# Powstanie chłopskie w Serbii (1883)
Powstanie chłopskie w Serbii 1883.
W październiku 1883 r. doszło do rozruchów chłopskich w rejonie Timoku, które przerodziły się w powstanie. Powodem były pogarszające się warunki życia i niesprawiedliwość urzędników. Na czele ruchu powstańczego stanęli Marinko Ivkovic oraz Aleks Stanojewic a głównym ośrodkiem rebelii stało się miasto Knjaževac. Pierwszym sukcesem chłopów było zajęcia Bolievaca, w którym powstańcy utworzyli  własny rząd. W reakcji na to rząd wysłał przeciwko chłopom wojsko pod dowództwem generała Nikolicia. Dnia 9 listopada w bitwie pod Cestobrodici chłopi ponieśli klęskę. Około 3000 z nich schroniło się w Knjażewicu, który po krótkim oblężeniu wpadł w ręce sił rządowych. Ostatecznie powstanie zakończyło się dnia 20 listopada 1883 r., kiedy to ostatni oddział powstańczy złożył broń.  